# Hôtel de Salm-Dyck
El hôtel de Salm-Dyck, anteriormente hôtel de Ségur, es una hôtel particulier ubicada en el 97 de la rue du Bac, en el distrito 7 de París, Francia. Está clasificado como monumento histórico desde el 25 de mayo de 1982 (42 años).

## Historia
Fue construido en 1722 por Pierre Henry Lemaître (también propietario del Château du Marais ), posiblemente por François Debias-Aubry. La decoración interior data en parte de este período. En 1726, el hotel fue cedido a la mariscal-duquesa de Gramont, nacida Marie Christine de Noailles (1672-1748), que casó allí a su hija con el duque de Ruffec, hijo mayor de Saint-Simon.

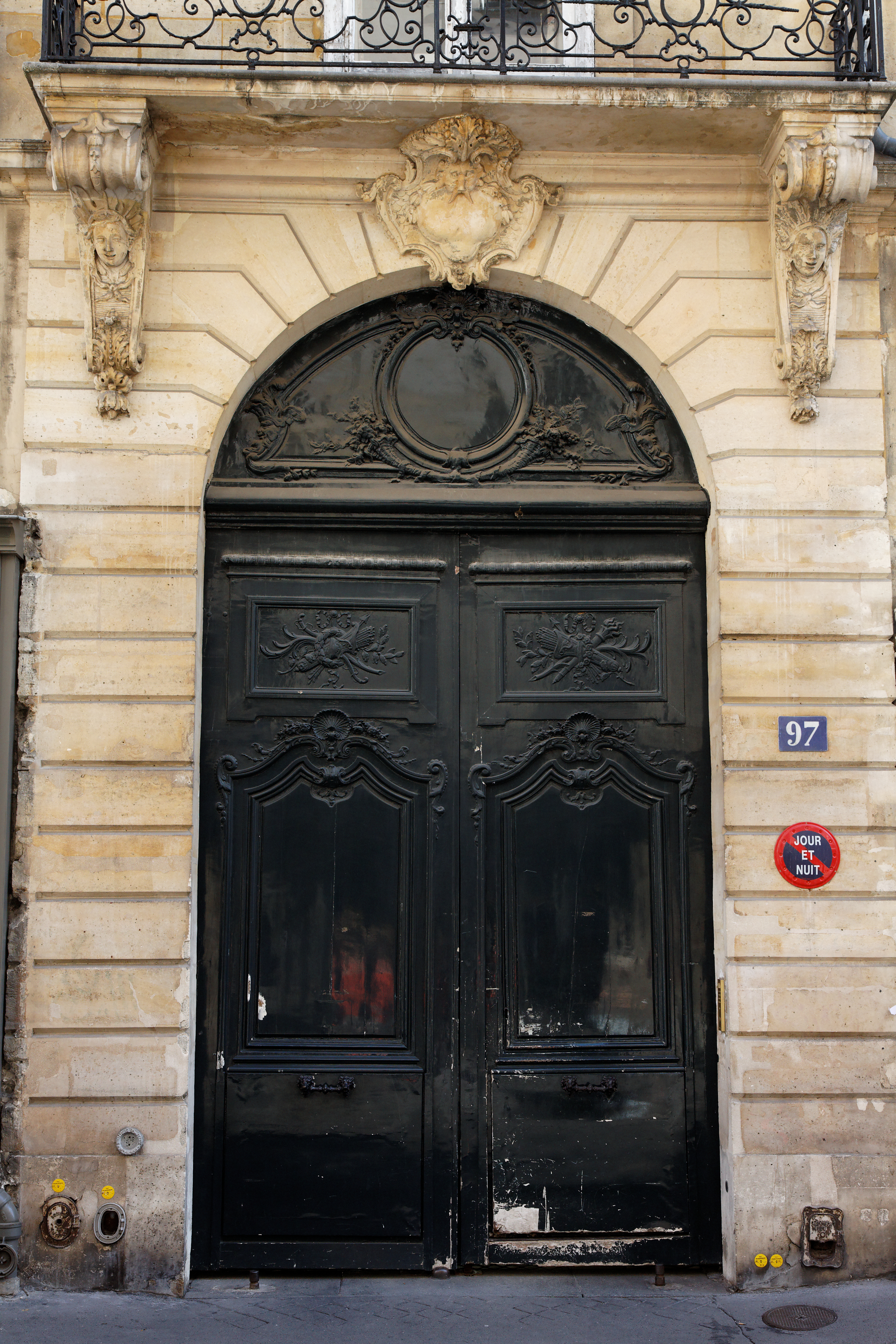

En la época de la Revolución, pertenecía al Vizconde de Ségur y fue ocupado desde 1786 hasta 1798 (intermitentemente entre 1792 y 1795 y luego nuevamente en 1796 ) por Madame de Staël.
En 1809, fue adquirido por el conde Joseph de Salm-Reifferscheidt-Dyck (nombrado Príncipe de Salm en 1816) que hizo decorar el apartamento del primer piso (antesala, sala de estar, biblioteca) en estilo Imperio hacia 1810 por el arquitecto Antoine Vaudoyer y el pintor Jean-Jacques Lagrenée. La condesa de Salm-Dyck, de soltera Constance de Théis, celebró allí un famoso salón literario. Después de la guerra de 1870, fue la residencia parisina del ex prefecto de policía y Ministro de Policía General de Napoleón III, Charlemagne-Émile de Maupas.